# Torpedo Moskva
Torpedo Moskva (rus.: Футбольный клуб "Торпедо" Москва ) je ruski nogometni klub iz Moskve.

## Povijest

### Imena kroz povijest
- Proletarskaya kuznitsa (1924. – 1930.)
- AMO (1931. – 1932.)
- ZIS (1933. – 1935.)
- Torpedo (1936. – 1995.)
- Torpedo-Luzhniki (1996. – 1997.)
- Torpedo (1998. - trenutno)

## Slavni igrači
- Eduard Streljcov
- Valerij Voronin
- Emir Spahić
- Đorđe Jokić

## Vanjske poveznice
- Službene stranice (rus.)